# ویرجینیا لئونه بیکودو
ویرجینیا لئونه بیکودو (به پرتغالی: Virgínia Leone Bicudo؛ سائوپائولو، ۲۱ نوامبر۱۹۱۰–۲۰۰۳) یک زن جامعه‌شناس و روانکاو اهل برزیل بود. او اولین غیرپزشکی بود که به عنوان روانکاو شناخته شد و نقش او برای توسعه و نهادینه کردن روانکاوی در برزیل ضروری بود. در زمینه جامعه‌شناسی، او با عنوان موضوع پایان‌نامه کارشناسی ارشدش در سال ۱۹۴۵ پیشگام در مطالعه روابط نژادی بود.

## زندگی
بیکودو در ۲۱ نوامبر سال ۱۹۱۰ در سائوپائولو متولد شد. مادرش یک مهاجر ایتالیایی و خدمتکار خانه بود و پدرش که مردی سیاه‌پوست بود آرزو داشت پزشک شود. پس از اینکه دانشکده‌های پزشکی درخواست این پدر را به دلیل رنگ پوستش رد کردند، او تصمیم گرفت برای تحصیل فرزندانش سرمایه‌گذاری کند.
بیکودو جاه‌طلبی‌های والدینش را به ارث برد و درس خواندن را در سنین جوانی در اولویت قرار داد. در سال ۱۹۳۰ از اسکولا کائتانو د کامپوس فارغ‌التحصیل شد. او قبل از شروع به کار به عنوان متصدی روان‌پزشکی، دوره ای را در آموزش بهداشت عمومی گذراند. بیکودو به سرعت ارتقا یافت و به عنوان سرپرست در کلینیک نوزاد گرا در سائوپائولو کار کرد.
در سال ۱۹۳۶، بیکودو در مدرسه آزاد جامعه‌شناسی و سیاست، اولین مؤسسه آموزش عالی برزیل که علوم اجتماعی تدریس می‌کرد، ثبت نام کرد. او تنها زن حاضر در برنامه بود. در دوران تحصیل در این دانشکده، او در مورد زیگموند فروید چیزهایی آموخت.
او دو سال بعد با مدرک کارشناسی فارغ‌التحصیل شد. بیکودو معتقد بود که می‌تواند از روانکاوی برای درک بهتر تنش‌های نژادی در برزیل استفاده کند، که تأثیر قابل توجهی بر زندگی او و پدرش گذاشته بود.
بیکودو همچنین تحصیلات تکمیلی را در همان دانشکده دنبال کرد. پایان‌نامه او اولین کار کارشناسی ارشد در برزیل بود که بر روابط نژادی متمرکز بود. این باعث شد تا او برای شرکت در یک پروژه تحقیقاتی یونسکو که به تجزیه و تحلیل نژاد در کشورهای مختلف می‌پرداخت دعوت شود. تحقیقات او به این نتیجه رسید که برزیل یک دموکراسی نژادی نیست، که با اعتقادات استاد مشاور او در تضاد بود و باعث شد که آثار او منتشر نشود.
پس از بازگشت به برزیل، به دلیل نداشتن مدرک پزشکی با بیکودو در محافل دانشگاهی مانند یک شیاد رفتار شد. در سال ۱۹۵۹ به لندن نقل مکان کرد و نزد برخی از برجسته‌ترین روانکاوان آن زمان تحصیل کرد. او سخنرانی‌هایی را از طریق بی‌بی‌سی به برزیل مخابره کرد تا کارش را به اطلاع عموم برساند.
پس از بازگشت به برزیل در سال ۱۹۵۹، بیکودو مؤسسه روانکاوی انجمن روانکاوی برازیلیا را تأسیس کرد. او همچنین مجری «دنیای ذهنی ما»، یکی از محبوب‌ترین برنامه‌های رادیویی برزیل بود، در حالی که ستونی را در روزنامه با همین عنوان نوشت. تلاش‌ها و انعطاف‌پذیری بیکودو زمینه را برای نسل‌های روانکاو زن آینده فراهم کرد.